# جيمس يونغ دير
جيمس يونغ دير (بالإنجليزية: James Young Deer)‏ هو مخرج وممثل أمريكي، ولد في 1 أبريل 1876 في داكوتا سيتي في الولايات المتحدة، وتوفي في 6 أبريل 1946 في نيويورك في الولايات المتحدة.

## وصلات خارجية
- جيمس يونغ دير على موقع IMDb (الإنجليزية)
- جيمس يونغ دير على موقع قاعدة بيانات الفيلم (الإنجليزية)
- جيمس يونغ دير على موقع كينوبويسك (الروسية)